# Велкам (Минесота)
Велкам (енгл. Welcome) град је у америчкој савезној држави Минесота.

## Демографија
По попису из 2010. године број становника је 686, што је 35 (-4,9%) становника мање него 2000. године.
| Група             | 2000.       | 2010.       |
| Белци             | 713 (98,9%) | 665 (96,9%) |
| Афроамериканци    | 0 (0,0%)    | 1 (0,1%)    |
| Азијати           | 0 (0,0%)    | 0 (0,0%)    |
| Хиспаноамериканци | 7 (1,0%)    | 20 (2,9%)   |
| Укупно            | 721         | 686         |